# Eprosartan
Eprosartan là một chất đối kháng thụ thể angiotensin II được sử dụng để điều trị bệnh huyết áp cao. Thuốc này được bán trên thị trường trong nước Mỹ với thương hiệu Teveten bởi Abbvie, các sản phẩm spin-off của bộ phận phát minh dược phẩm của Abbott Laboratories; nó được bán trên thị trường dưới dạng Eprozar bởi Công ty Intas Pharmaceutical ở Ấn Độ và bởi các phòng thí nghiệm Abbott ở các quốc gia khác. Hợp chất này được đưa vào đường ống tim mạch của Phòng thí nghiệm Abbott bằng việc mua lại Dược phẩm Kos vào năm 2006, sau đó đã cấp phép cho nó, cùng với "một loạt các phương pháp điều trị tăng huyết áp", từ Tập đoàn Biovail.
Eprosartan đôi khi được kết hợp với hydrochlorothiazide, thành một thuốc kết hợp và được bán trên thị trường ở Hoa Kỳ với thương hiệu Teveten HCT và các nơi khác là Teveten Plus.
Thuốc này tác động lên hệ thống angiotensin của renin để giảm tổng kháng ngoại biên theo hai cách. Đầu tiên, nó ngăn chặn sự gắn kết của thụ thể angiotensin II với AT1 trong cơ trơn mạch máu, gây giãn mạch máu. Thứ hai, nó ức chế sản xuất norepinephrine giao cảm, làm giảm huyết áp hơn nữa.
Cũng như các thuốc đối kháng thụ thể angiotensin II khác, eprosartan thường được cơ thể dung nạp tốt hơn enalapril (chất ức chế men chuyển), đặc biệt ở người cao tuổi.